# Марк Генрі
Марк Дже́ррольд Генрі (англ. Mark Jerrold Henry; нар. 12 червня 1971 року) — американський професійний реслер (спортсмен реслінгіст). Виступав у «WWE» в програмі «SmackDown!». Окрім реслінгу, він учасник двох Ігор Олімпіади 1992 року, де в змаганнях з важкої атлетики в суперважкій вазі посів 10 місце.

## Біографія
Генрі народився в Селсбі, штат Техас. У дитинстві був великим шанувальником реслінгу, а його улюбленим борцем був Андре Гігант. Під час навчання в Beaumont молодий Генрі спробував доторкнутися до Андре, коли він йшов по проходу, але спіткнувся об барикади. Андре підняв його з натовпу і поклав його назад за барикадою. Коли Генрі було 12 років, його батько Ернест помер від ускладнень, спричинених діабетом. У 14 років у Марка діагностували дислексію.

## Кар'єра важкоатлета
У 1995 році на Панамериканських іграх Генрі виграв срібну медаль у суперважкій вазі. У наступному році на іграх NACACI (Північна Америка, Центральна Америка, Карибські острови) він став чемпіоном. У 1996 році Марк Генрі брав участь у Літніх Олімпійських іграх 1996, де зайняв 14 місце.

### Кар'єра у WWF/WWE

#### Початок кар'єри; Nation of Domination (1996—2002)
Тренували Марка Генрі знамениті канадські реслери Стю Гарт, Брет Гарт і Лео Берке. Його дебютний матч на телебаченні відбувся у вересні 1996 року. Двома роками пізніше Марк Генрі вступив в команду «Nation of Domination». У 2000 році Генрі переводять у Ohio Valley Wrestling (OVW) для поліпшення його навичок. У цьому ж році він покидає реслінг і зосереджується на важкій атлетиці. У 2002 році під час Арнольд Класик, він виграє змагання серед силачів. У першу чергу Марк Генрі відомий тим, що в 1996 році підписав з WWE контракт строком на 10 років, оскільки WWE брала на себе зобов'язання спонсорувати кандидатуру Генрі на Олімпійських іграх 1996 в Атланті (США).

#### Brand switches (2002—2004)
У серпні 2003 року Генрі повернувся на телебачення WWE на бренд Raw, де він досяг певного успіху як член спільноти «Thuggin' And Buggin' Enterprises», групи афро-американців на чолі з Теодором Лонгом, і в якій вони відчували, що стали жертвами расизму і були скуті «білими людьми». За цей час, Генрі був залучений в програму з World Heavyweight Champion Голдбергом, коли колишній чемпіон, Triple H, сказав, що той, хто переможе Голдберга, отримае нагороду за це. Пізніше почалося коротке суперництво з Шоном Майклзом. Після перемоги над Booker T двічі, один раз у вуличній бійці й один раз на таг-тим матч він програв Booker T на Армагеддон в грудні 2003 року. В лютому 2004 року Генрі отримав травму і був відсутній протягом року після перенесеної операції.

#### Змагання за World Heavyweight Championship (2005—2006)
30 грудня на епізоді SmackDown! Генрі повернувся на телебачення, коли він втрутився в командний матч, приєднавшись до MNM (Джої Меркурі, Джонні Нітро, і Меліна), щоб допомогти їм перемогти Рея Містеріо і Батісту в поєдинку за чемпіонство. Через тиждень на SmackDown! Генрі потрапив у конфронтацію між MNM та командою Батісти і Містеріо та втручався у матчі в сталевій клітці, допомагаючи зберегти MNM їх титули. Генрі тоді мав ще один матч з Батістою, де Батіста отримав травму, яка потребує операції, змусивши його піти і залишити титул. 10 січня 2006 року епізоді SmackDown! Генрі був залучений у бій за вакантний титул чемпіона світу та програв Курту Енглу.
Тиждень потому Генрі отримав допомогу від Дайварі, який оголосив, що він буде менеджером Генрі. З Дайварі на своєму боці, Генрі вступив у двобій із Куртом Енглом за титул чемпіона у 2006 році на Royal Rumble в січні, але програв.
10 березня в епізоді SmackDown!, кинувши Курта Енгла через стіл, Генрі викликав на матч Андертейкера, на РеслМанії 22. Генрі присягнувся перемогти Андертейкера і закінчити його серію перемог на WrestleMania, але Трунар переміг його. Генріх мав матч-реванш проти Андертейкера 7 квітня на епізоді SmackDown!. Матч закінчився втручанням Великого Калі, який напав на Андертейкера.
Згодом, Генрі переміг Рея Містеріо в нетитульному матчі та почав свій рух, який називав «path of destruction», внаслідок якого, багато реслерів отримали травми. Після відновлення повернувся Батіста, вимагав матч проти Герні й отримав бій на Great American Bash. Але за кілька тижнів до цього Генрі був залучений у 6-осібний командний матч, де отримав серйозну травму. Лікарі виявили, що Генрі повністю відірвав сухожилля колінної чашечки від кісток, і його колінна чашечка повністю розділилась на дві частини.

#### Повернення після травми (2007—2008)
Генрі повернувся 11 травня 2007 року на епізод SmackDown!. Він напав на Андертейкера після матчу за титул у важкій вазі проти Батісти, чим і скористався Едж, використавши контракт на титул. Генрі почав ворожнечу з Кейном, перемігши його в матчі на One Night Stand. У найближчі тижні він зіткнувся з різними бійцями, які послідовно не виходили на ринг. 3 серпня, він заявив, що ніхто не прийняв відкритий виклик вийти на ринг із ним через те, що він зробив з Андертейкером, представляючи кадри його нападу на нього. Генрі нарешті зіткнулися Андертейкером знову на Unforgiven у вересні, програвши бій. Після короткої перерви Генрі повернувся в WWE 23 жовтня епізоді на ECW, напавши на Кейна. Потім Генрі об'єднується з Big Daddy V проти Кейна і CM Punk. Під час Армагедону, Генрі і Big Daddy V перемогли Кейна і СМ Панка.

#### ECW Чемпіон (2008—2009)
У 2008 році на WWE Supplemental Draft Генрі був переведений на бренд ECW. У Ніч Чемпіонів Генрі переміг Кейна і Біг Шоу в Triple Threat матч і виграв ECW чемпіонство у своєму дебютному матчі як суперзірка ECW. Через кілька тижнів Тоні Атлас повернувся в WWE як менеджер Генрі. Через місяць після перемоги Генрі за титул, ECW директор Теодор Лонг представила повністю оновлений пояс ECW. Генрі програв титул Метту Гарді на Unforgiven. Генрі спробував повернути собі першість протягом кінця 2008 року і мав матч проти Гарді на No Mercy, але безуспішно. У травні Генрі почав суперництво з Еван Борн, який почався після того, як переміг Генрі Bourne за відліком 26 травня на епізоді ECW.

#### Pursuit of the Tag Team Championship (2009—2011)
У серпні 2009 року Генрі сформували команду з МВП чемпіонів, які бились за WWE Tag Team проти Джері-Шоу (Кріс Джеріко і Біг Шоу), але програли. Вони не зупинилися і 15 лютого 2010 року на епізоді Роу перемогли чемпіонів — команду Біг Шоу і Міза в нетитульному матчі. Наступного тижня вони кинули виклик Біг Шоу і Мізу в титульному матчі, але програли. Потім Генрі сформував команду з Йоші Татсу 29 листопада на епізоді Роу, і вони перемогли чемпіонів Джастіна Габріеля і Хіта Слейтера після втручання Джон Сіни. Значних успіхів не досягли у титульному бою.

#### Чемпіон світу у важкій вазі; Ф'юд з Біг Шоу (2011—2012)
В Ніч чемпіонів переміг Ренді Ортона і став новим чемпіоном світу у важкій вазі. Після захистив титул від Ренді на Пекло в клітці. На місці захищав титул чемпіона світу у важкій вазі в бою проти Біг Шоу. Матч закінчився без результату, і титул залишився у Генрі. На Survivor Series Генрі знову захищав титул від Біг Шоу. Вдаривши суперника в пах, Генрі був дискваліфікований. Поза себе від гніву Шоу зробив з Генрі те ж, що Генрі зробив з ним 5 місяців тому — затиснув ногу Марка стільцем і з розгону стрибнув на нього. Після цього Марк вже не зміг встати на ноги. Однак він вийшов на ринг і повідомив, що відновиться вже скоро. У відповідь вийшов Біг Шоу і нокаутував Марка. Одразу вибіг Деніель Брайан і, використавши контракт MITB, став Чемпіоном світу у важкій вазі. Однак через стан Марка Теодор Лонг скасував кеш-ін. У підсумку титул повернули Марку, а контракт — Денієлю. 29 листопада у прямому ефірі Марк поборовся за титул з Брайаном в сталевій клітці. У підсумку Марк захистив титул, провівши над Деніелом WSS з другого каната. На TLC 2011 Марк втратив свій титул. Новим чемпіоном став Біг Шоу. Після бою Генрі напав на переможця, зробивши йому ДДТ на стілець, через що новим чемпіоном став Mr.Money в Банку Деніел Брайан. Пізніше Марк програв фьюд з Біг Шоу і Брайаном на Royal Rumble 2012. Після цього він взяв участь в 28 Wrestlmania на стороні Джона Лаурінайтіса. Команда останнього перемогла. Після цього Генрі не з'являвся в WWE 1 рік через травму коліна.

#### Повернення (2013-теперішній час)
Він повернувся на RAW 05.02.2013 і атакував Брайана (який переміг Рея Містеро), а згодом — Рея Містерія і Сін Кару. Потім на п'ятницю вночі SmackDown 08.02.2013 переміг Ренді Ортона і тим самим потрапив до матчу на Elimination Chamber 2013 за титул чемпіона світу. Правда перемога дісталася Джеку Свагеру. Сам вибив Деніела Брайана і Кейна після «Найсильнішого Слема у Світі», але отримав фінішер від Сваггера, Codebreaker від Джеріко і РКО від Ортона і було утримано останнім. У березні на декількох шоу RAW обмінювався недружніми поглядами з Райбеком. Після цього на шоу SmackDown! їм призначили бій, в якому по дискваліфікації виграв Райбек після нападу «Щита», але після цього на нього напав Марк Генрі провівши йому три рази «Найбільший Слем у Світі». На SmackDown! від 29 березня Райбек змагався з Маком Генрі, хто більше підніме 100 кілограмову штангу. Обидва підняли 53 рази, оскільки Генрі напав на опонента і не дозволив зробити більше. На РеслМанії 29 переміг Райбека. На SmackDown! 12 квітня у підтрибунному приміщенні напав на Шеймуса. Теж саме було їм скоєно і на наступній ночі RAW. 19 квітня в команді з Біг Шоу перемогли Ренді Ортона і Шеймуса. На RAW від 29 квітня змагався з реслерами з перетягування канатів і переміг всіх, але коли він перетягував канати з Шеймус, і той йому програв, зробив Марку Brogue удар. На наступному SmackDawn! Марк Генрі змагався з Шеймус в армреслінгу, і знову Марк його переміг, правда в змаганні на праву руку. Шеймус тут же заявив, що не вірить, що Генрі переможе його і на ліву руку, і Марк погодився довести зворотне. У підсумку Шеймус, обдуривши суперника, знову провів Brogue удар Марку Генрі. На RAW 16 червня виступає з прощальною промовою, і коли Джон Сіна вийшов його обійняти, провів йому «World's Strongest Slam» і йде зі словами «Ось що я роблю!». Після було оголошено про матч за титул на гроші в банку. Після чого Марк Генрі з Сіною стали обмінюватися поглядами, Марк намагався відволікати Сіну від його поєдинків. На PPV гроші в банку (2013) Марк Генрі програв Джону Сіну бій за титул чемпіона WWE. На наступному RAW від 15 липня висловив свою думку з приводу свого програші на PPV, після чого на нього напало угруповання «Щит». На Smacdown від 19 липня «Щит» напали на Братів Усо. Але на допомогу братам прийшов Марк Генрі і допоміг їм відбитись. На RAW від 22 липня висловлювався про нападу «Щита», після чого вони на нього напали, але йому на допомогу вибігли Брати Усо і допомогли відбитися. На наступному SmackDown разом з Братами Усо переміг Уейда Баррета, Тайтуса Оніла і Даррена Янга.

## Прийоми

### Завершальні
- World's Strongest Slam
- Running splash

### Улюблені
- Bear hug
- Powerslam
- Body avalanche

## Музичні теми
- «Power» Jim Johnston (WWF; 1998—1999)
- «Sexual Chocolate» Stevan Swann (WWF/WWE; 1999—2000; 2010)
- «Some Bodies Gonna Get It» Three 6 Mafia (WWE; 2006-дотепер)

## Титули

### Паверліфтинг
- Абсолютний рекорд в присідання в без екіпірувальному паверліфтінгу (430 кг)

### Арнольд Класик
- Arnold Classic Strongest Man (2002)

### Олімпійські ігри
- Учасник олімпійських ігор (1992, 1996)

### Панамериканські ігри
- Срібний медаліст Панамериканських ігор (1995)

### Інші досягнення
- Високопоставлені американські, володар рекорду у ривку, поштовху та в сумі (1993—1997)
- Senior National Championship (1993, 1994, 1996)

### World Wrestling Federation /World Wrestling Entertainment
- Чемпіон світу у важкій вазі
- Чемпіон ECW у важкій вазі
- Чемпіон Європи